# Synagoga w Kamionce Strumiłowej

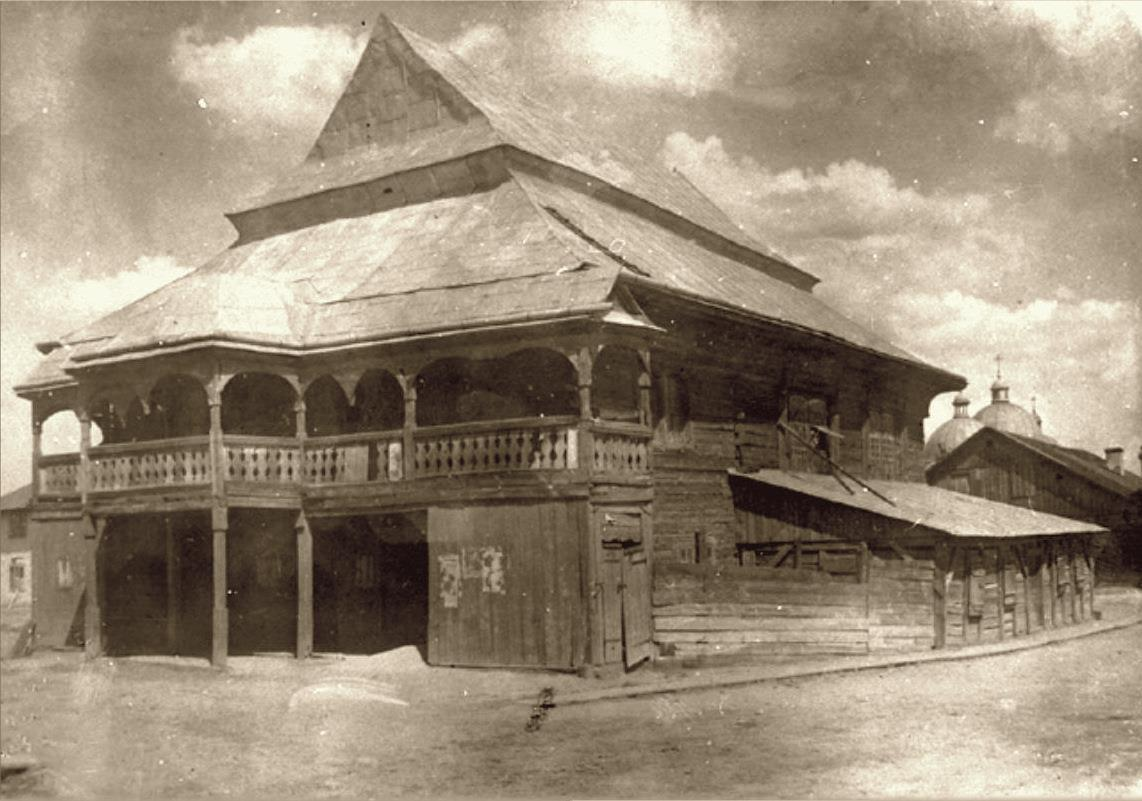
Widok na drewnianą Synagogę w Kamionce Strumiłowej od strony południowo-zachodniej

Synagoga w Kamionce Strumiłowej (obecnie Kamionka Bużańska, ukr. Кам'янка-Бузька, Kamianka Buźka) została zbudowana prawdopodobnie w pierwszej połowie XVIII wieku na terenie dzisiejszej Ukrainy. Jej architekt nie jest znany. Od końca XIX wieku synagoga znajdowała się pod opieką konserwatorską. W czasie I wojny światowej została uszkodzona, a odrestaurowana w okresie międzywojennym. Budynek został zniszczony przez nazistów w 1941 roku podczas II wojny światowej.

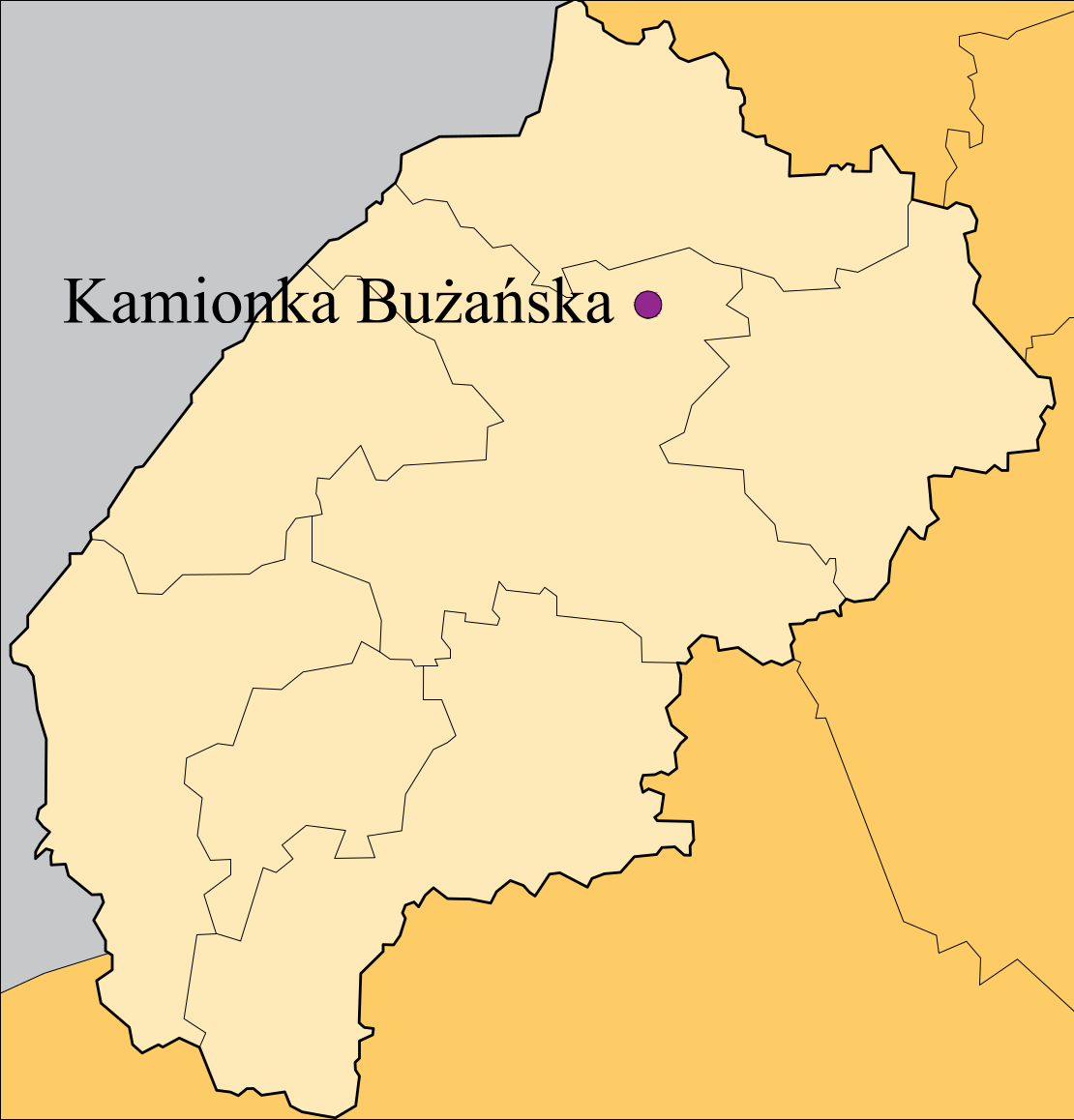
Położenie na mapie obwodu lwowskiego

## Wnętrze

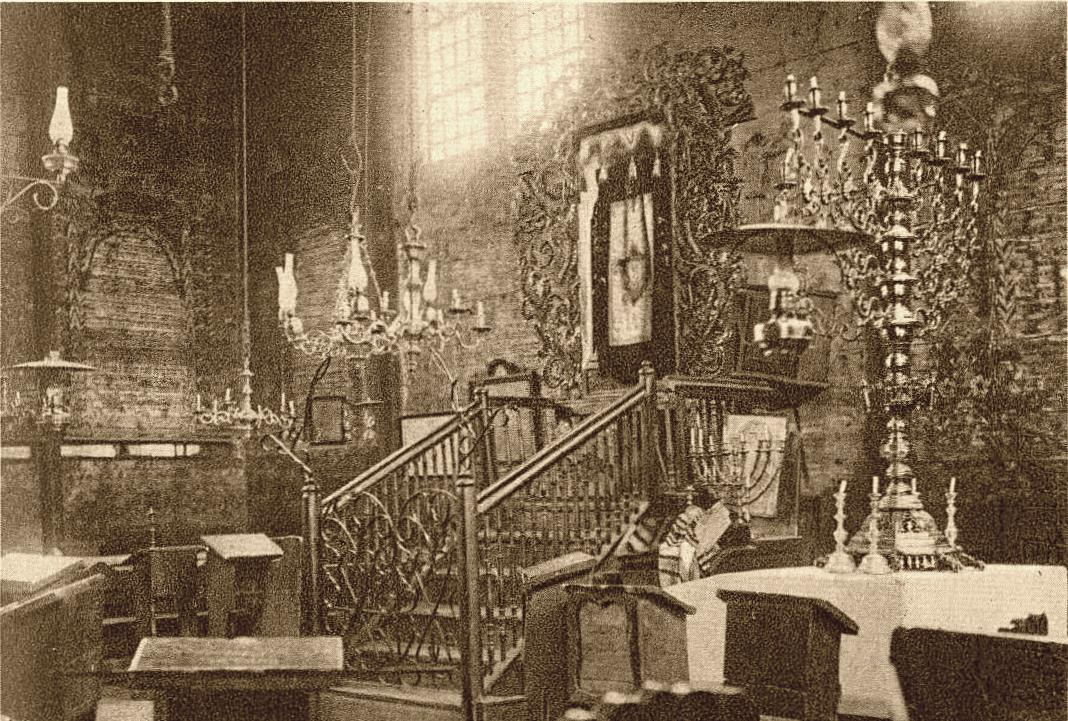
Wnętrze (lata 20. XX wieku)

Synagoga w Kamionce Strumiłowej była jednym z najcenniejszych obiektów drewnianych we wschodniej Polsce. Sala główna miała plan zbliżony do kwadratu (13,00 × 12,00 m) o wysokości ścian 7,50 m w najwyższym punkcie sklepienia do ok. 9,50 m i pochodziła z XVIII wieku. Od zachodu poprzedzona była sienią z nadbudowanym babińcem z dostępem przez pięcioprzęsłową galerię, która ze względu na swoją niesymetryczność względem korpusu głównego uważana jest za późniejszą dobudowę. W 1852 roku w galerii istniał tylko jeden bieg schodów, a w 1913 już dwa. W latach 1755–1852 wzdłuż ścian bocznych hali dobudowano parterowe babińce nakryte dachami pulpitowymi. Korpus główny przykryty był dachem dwukondygnacyjnym - dolna kondygnacja czterospadowym, górna półszczytowym. Dach nad galerią pod okapem dachu głównego zakończony był trójkątnymi szczytami, a nad wysuniętym przęsłem środkowym niewielką kopułą. Synagoga była orientowana, jej szafa ołtarzowa (aron-ha kodesh) umieszczona była przy wschodniej, węższej ścianie obiektu, wykonana z dębowego drewna liczącego około 200 - 300 lat. Przechowywano w niej 20 egzemplarzy Tory (5 ksiąg Mojżesza) z czego jeden egzemplarz szacowano na wiek 300 lat. Skrzydła drzwi ołtarza ozdobiono charakterystyczną symboliką skrzydlatych lwów nad którymi płonęły trzy świece. Po prawej stronie widniał napis informujący o śmierci rabina kamioneckiego Marusa Wolfa w 1795 roku (barona i praojca rodziny Orenstein we Lwowie), a po lewej stronie manuskrypt mówiący o pradziadzie miejscowej rodziny ISSERLIS zwanego "Mordko" z około 1695 roku. W centrum głównej sali znajdowała się 8-boczna żydowska mównica bima (heb.בימה, dosł. podwyższenie) z 1730 roku, bogato rzeźbiona i zdobiona altana-kaplica, opatrzona drewnianą tralką owiniętą wokół ośmiokątnego podium. Na podest mównicy prowadził jeden bieg schodków z dwuboczną balustradą załamującą się przy każdym z 8 słupów podtrzymujący kopułę. Górna część bimy udekorowana była rzeźbionym gzymsem oraz ornamentem liści akantu. Od strony ołtarza mieściły się na niej wypisane na pergaminie modlitwy liczące około 110 lat. Ponadto bima nakryta była również kopulastym hełmem zwieńczonym wytłoczonym w metalu austriackim herbem - dwugłowym orłem z koroną.